# Ciro Gomes
Ciro Ferreira Gomes (Pindamonhangaba, 6 novembre 1957) è un politico brasiliano, vicepresidente del Partito Democratico Laburista.

## Biografia
È stato, a cavallo tra la fine degli anni '80 e l'inizio dei '90, sindaco di Fortaleza e governatore del Ceará, dove grazie al suo programma politico ha ridotto del 32% la mortalità infantile nel territorio, ricevendo anche un premio dall'UNICEF. Negli anni a seguire è stato Ministro delle finanze e a inizio 2000 Ministro per l'integrazione nazionale. Durante la sua carriera politica si è candidato quattro volte alle elezioni presidenziali brasiliane.

## Vita privata
Dal suo primo matrimonio sono nati tre figli. La sua seconda moglie è stata l'attrice Patrícia Pillar: i due sono stati sposati dal 1999 al 2011, anno del loro divorzio. In seguito Gomes è diventato padre per la quarta volta, essendogli nato un maschio da una breve relazione. Dal 2017 è sposato con Giselle Bezerra, produttrice teatrale.